# Fundación Hirschfeld Eddy
La Fundación Hirschfeld Eddy (Hirschfeld-Eddy-Stiftung) fue fundada en Berlín, en junio de 2007. El objetivo central de sus actividades reside en los derechos humanos para el colectivo LGBT (lesbianas, gays, bisexuales y transgéneros). 

## Historia
Nació de una iniciativa de la Federación de Lesbianas y Gays en Alemania (LSVD), que a su vez es una de las tres organizaciones para gais y lesbianas a las cuales las Naciones Unidas en 2006 concedieron estatus consultivo ante el Consejo económico y social de las Naciones Unidas (ECOSOC). LSVD ofrece apoyo administrativo y de organización a la Fundación Hirschfeld Eddy.

## Misión
La misión de la fundación es la promoción del respeto de los derechos humanos para lesbianas, gais, bisexuales y transgéneros. También pretende contribuir a las diversas acciones internacionales sobre derechos humanos, proporcionar apoyo activo a los defensores de los derechos humanos, favorecer la toma de conciencia sobre los derechos humanos, así como luchar contra cualquier tipo de prejuicios.

## Nombre
El nombre de la fundación recuerda a dos personalidades que tuvieron gran impacto en la lucha mundial para los derechos para minorías sexuales: el Dr. Magnus Hirschfeld (1868-1935), médico alemán, sexólogo y activista del movimiento para los derechos civiles, y FannyAnn Eddy (1974-2004), activista lesbiana y defensora de los derechos humanos en Sierra Leona que fue asesinada en 2004.

## Idea y concepto
En su página web la fundación explica: «Con el nombre combinado de la fundación (relacionar el prócer del movimiento para los derechos civiles de los gais en Alemania con una activista contemporánea para los derechos humanos en África) se quiere expresar el hecho de que la lucha por los derechos humanos de las personas LGBT se inició en Europa pero hoy en día se está llevando a cabo en todos los continentes." Es una cuestión a escala mundial y se trata de principios universales. El ejemplo dado en 1897 por el Dr. Magnus Hirschfeld con la creación de la primera organización del mundo que luchaba por los derechos de los homosexuales, hoy en día lo siguen muchas personas en todos los continentes, con frecuencia corriendo riesgos personales considerables. La Fundación Hirschfeld Eddy también quiere sensibilizar y tematizar este peligro que corren los defensores de derechos humanos, intenta contrarrestar estas amenazas por campañas internacionales. El nombre de Fanny-Ann Eddy simboliza esta lucha valiente contra la represión, una lucha por la cual muchos arriesgan su vida.»

## Miembros del Consejo consultivo internacional
- Georges Azzi, Helem, Líbano;
- Boris Balanetkii, Director del Centro de información GenderDoc-M, Moldavia;
- Gloria Careaga, El Closet de Sor Juana, Miembro del comité de dirección ILGA para México y América Latina, Facultad de Psicología de la Universidad Nacional Autónoma de México (UNAM);
- Rosanna Flamer-Caldera, Directora ejecutivo, Equal Tierra, Sri Lanka y Co-Secretario General de la Asociación Internacional de Gays y Lesbianas ILGA(International Lesbian and Gay Association);
- Muhsin Hendricks, The Inner Circle, Sudáfrica, el primer imam abiertamente gay;
- Joey Matale, ANZAPI (Aotearoa/Nueva Zelanda, Australia e Islas del Pacífico) miembro del comité de dirección de la ILGA, Tonga Leiti's Association - Asociación Leiti de Tonga;
- Juliet Victor Mukasa, SMUG (Minorías sexuales de Uganda);
- Dede Oetomo, Gaya Nusantara, Indonesia, fundador y director;
- Arsham Parsi, Director Ejecutivo, IRQO (Iranian Queer Organization - Organización Iraní LGBT);
- Carlos Perera, Equal Ground Pacific, Fiyi;
- Belissa Andía Pérez, Instituto Runa - Instituto Runa, el Perú, Secretariado de Transgéneros de la ILGA ;
- Toni Reis, Presidente del ABGLT (Associação Brasileira Gays, Lésbicas e Transgêneros - Federación Brasileña LGBT).